# Полосатый морской бекас
Полосатый морской бекас (лат. Centriscops humerosus) — вид лучепёрых рыб из семейства макрорамфозовых (Macroramphosidae). Единственный представитель рода центрископсов (Centriscops). Морские придонные рыбы. Распространены в умеренных водах Южного полушария.

## Описание
Тело очень высокое, почти округлое, сильно сжатое с боков; высота тела составляет 38—62% от стандартной длины тела. В передней части спины есть четыре хорошо развитые костные пластины. Чешуя в виде грубых зубчиков, покрывает почти всю голову и тело. Верхний и нижний профили тела асимметричны. Затылок у мелких особей с угловатым горбом, а у взрослых — с выраженным округлым горбом. Рыло длинное, трубкообразное, длина рыла составляет 26—33% стандартной длины тела. У крупных особей верхний край орбиты глаза сильно зазубрен. Первый спинной плавник с 6—7 колючим лучами расположен на горбу, вторая колючка удлинённая. Во втором спинном плавнике 16—17 мягких лучей. Анальный плавник с 17—21 мягкий лучами расположен напротив второго спинного плавника. Брюшные плавники маленькие.
Тело беловатое, у молоди голубовато-серое. По бокам проходит до пяти косых оранжевых полос с тёмными краями. У очень крупных взрослых особей полосы равномерно оранжевые, у молоди полосы отсутствуют. У взрослых особей задние края спинного, анального и хвостового плавников с тёмно-оранжевым оттенком; у молоди плавники бесцветные.
У молоди маленькие глаза, намного меньше горб в отличие от взрослых особей; значительно отличается и окраска тела. Длительное время молодь и взрослые особи рассматривались как отдельные виды.
Максимальная длина тела 30 см.

## Ареал и места обитания
Распространены в морских умеренных водах Южного полушария. Атлантический океан: вдоль побережья южной Африки и вдоль побережья Бразилии, Уругвая и Аргентины. Юго-западная Пацифика: Австралия и Новая Зеландия. Индийский океан: у островов Амстердам и Сен-Поль.
Морские батипелагические рыбы, обитают на континентальном шельфе и склоне на глубине от 35 до 1307 м. Питаются придонными беспозвоночными (ракообразные, офиуры, полихеты, крылоногие); изредка в желудках обнаруживали мелких рыб (миктофовые, например, Lampanyctodes hectoris).